# خواب امواج آهسته
خواب موج آهسته (به انگلیسی: Slow-wave sleep) یا (SWS) که غالباً به آن خواب عمیق نیز گفته می‌شود، مرحله سوم خواب در خواب با حرکت غیر سریع چشم است.
در ابتدا، SWS هم شامل مرحله ۳ بود که ۲۰ تا ۵۰ درصد فعالیت موج دلتا دارد و هم مرحله ۴ که بیش از ۵۰ درصد فعالیت موج دلتا دارد؛ اما، امروزه مراحل سوم و چهارم خواب را یک مرحله (مرحلۀ سوم خواب) می‌نامند.